# 2019年纽约市直升机撞楼事故
2019年6月10日，一架阿古斯特维斯特兰AW109直升机在美国纽约市曼哈顿第七大道上空撞击安盛公正中心大楼，飞行员当场身亡。

## 事故过程
涉事直升机是于当地时间13:32从纽约东34街直升机场起飞，预定飞往新泽西州林登。13:43左右，直升机撞毁在曼哈顿安盛公正中心楼顶，当场起火。飞行员蒂姆·麦考麦克身亡。

## 事后调查
事故发生后，纽约市长白思豪主持了新闻发布会，在会上排除了此次事故为恐怖袭击的可能，并且确认没有无关人员伤亡。美国国家运输安全委员会正在调查这起事故。白思豪呼吁，在非紧急情况下应禁止直升机在曼哈顿上空飞行。另一方面，已离任的纽约市公园部长反驳称市长自身就有减少90%直升机流量的权力，只需减少200多路日间观光飞行和从市内各直升机场起飞的包租飞行即可。